# Le Marchand d'images
Le Marchand d'images è un cortometraggio muto del 1910 diretto da Henri Andréani.